# Donacia andalusiaca
Donacia andalusiaca is een keversoort uit de familie bladkevers (Chrysomelidae). De wetenschappelijke naam van de soort werd in 1869 gepubliceerd door Ernst Gustav Kraatz.